# Lourdeskapelle Salgenreute

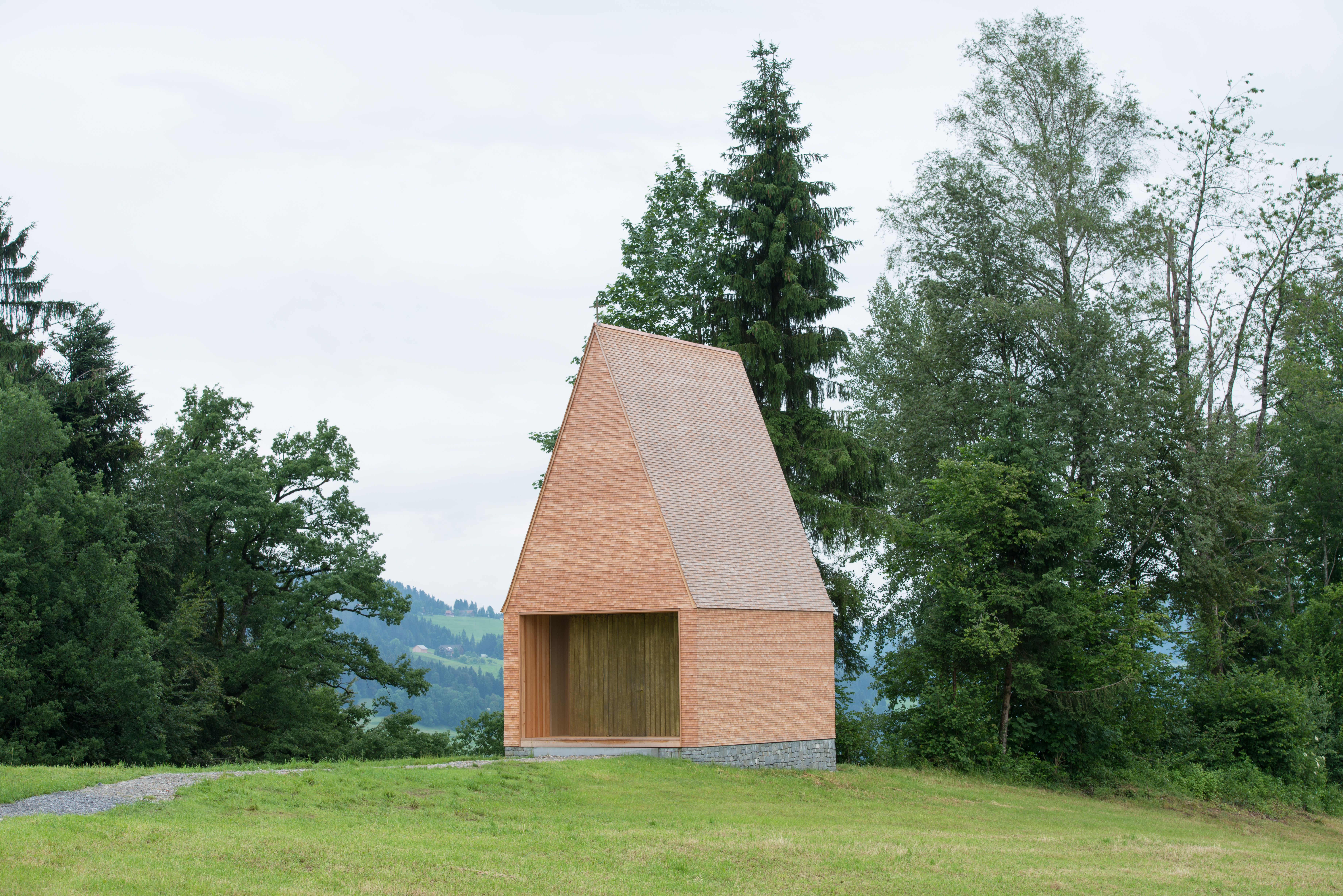
Kapelle im Sommer 2016

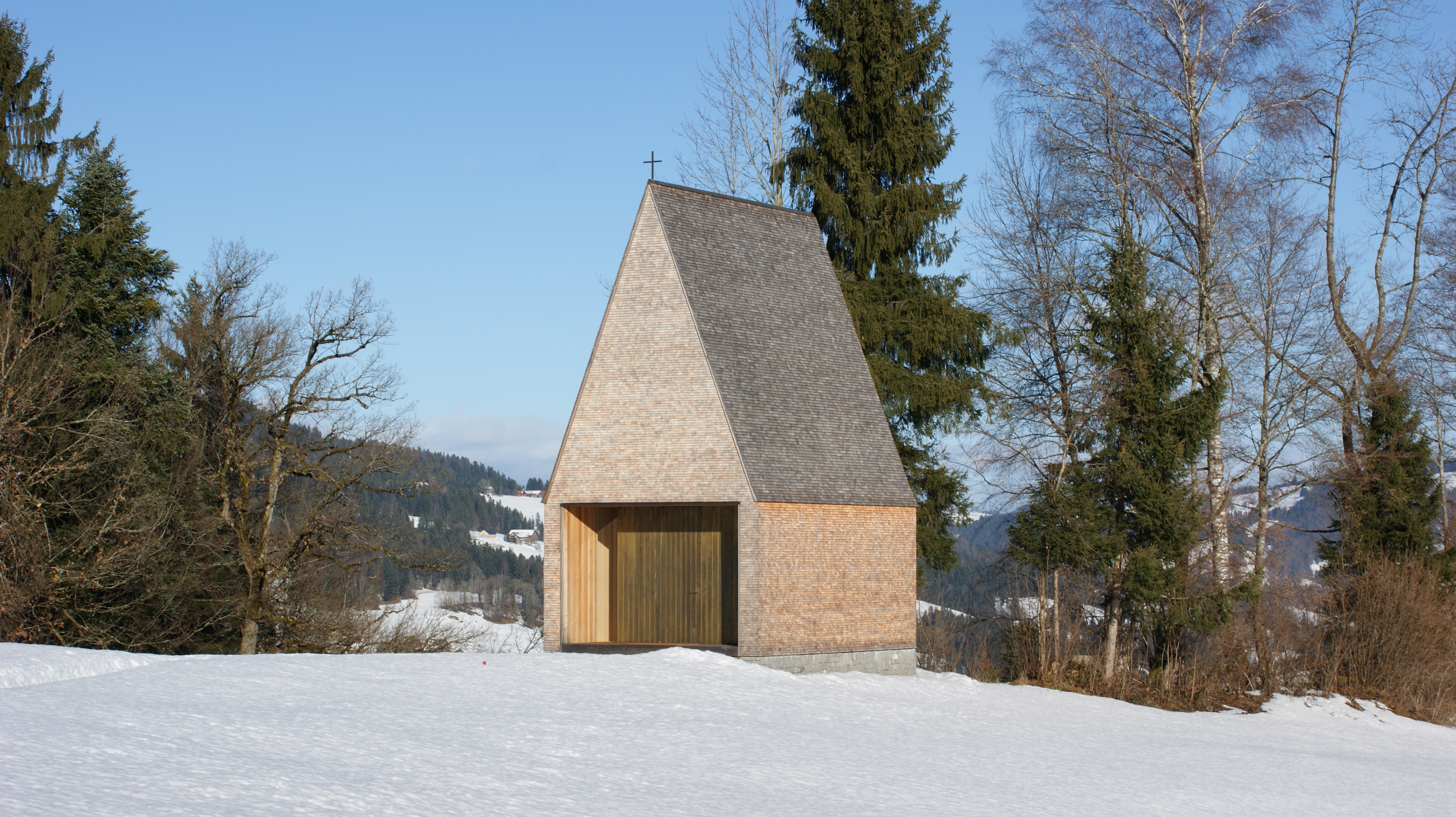
Kapelle im Winter 2017 – das Holz beginnt bereits nachzudunkeln

Die römisch-katholische Lourdeskapelle Salgenreute wurde in der Parzelle Rumpelegg neben dem Salgenreutertobel in der Gemeinde Krumbach im Bezirk Bregenz in Vorarlberg erbaut. Sie ist Unserer lieben Frau in Lourdes geweiht. Sie wird seelsorgerisch von der Pfarrkirche Krumbach betreut. Die Kapelle gehört damit zum Dekanat Vorderwald-Kleinwalsertal in der Diözese Feldkirch.
Die Kapelle ist das einzige religiöse Bauwerk in Salgenreute und in der heutigen Ausführung ungewöhnlich in Hinsicht auf Bauform und die Baukonstruktion. Es wird dadurch einerseits bewusst an die umliegenden historische Bauformen sowie an die vorhandenen Baumaterialien angeknüpft und andererseits ein eigener, moderner Stil in den Kapellenbau eingebracht, der auch als minimalistisch bezeichnet werden kann.

## Geschichte
Die zuvor, ebenfalls privat von der Familie Wahler um 1880 errichtete „Lourdes-Kapelle“ in Salgenreute wurde wegen Baufälligkeit 2014 abgerissen. Der Abbruch der alten Kapelle wie auch der Bau der neuen Kapelle wurde in Eigenleistung der Bewohner durchgeführt. Der Neubau begann im März 2015 und dauerte bis April 2016. Am 3. Juli 2016 fand die feierliche Einweihung der Kapelle durch Pfarrverbandsseelsorger Noby Acharuparambil statt.

## Kirchenbau

### Lage
Der Kirchenbau (etwa 710 m ü. A.) ist etwa 1,5 km Luftlinie in nördlicher Richtung vom Ortszentrum von Krumbach entfernt. Zu Fuß ist die Kapelle in etwa einer dreiviertel Stunde gut erreichbar, mit dem Fahrzeug in wenigen Minuten, jedoch besteht dort keine Parkmöglichkeit.
Etwa 300 m entfernt fließt die Weißach, nördlich der Kapelle geht es fast 200 Höhenmeter steil hinunter zum Fluss.

### Bauwerk
Die monolithisch wirkende Kapelle ist schlicht ausgeführt und wurde vom Architekten Bernardo Bader entworfen.
Es handelt sich um einen nach allen Seiten freistehenden einfachen Holzbau auf einem Natursteinsockel (Sandstein aus Alberschwende) mit etwa 9,5 m Giebelhöhe und ohne Glockendachreiter. Die Kapelle nimmt eine Fläche von 50 m² ein und ist etwa 10 m lang und 5 m breit (BRI: 340 m³). Es handelt sich um einen Bau mit annähernd rechteckiger Grundform in West-Ost-Ausrichtung.
Die Außenwände als auch das sehr steile Satteldach sind überwiegend mit Holzschindeln aus Lärche gedeckt. Natürliche Lichtquellen befinden sich beidseitig der Türe und gegenüber, im Altarraum, realisiert durch etwa drei Meter hohe Sichtfenster (Streiflichter) mit klarem Glas.
Die Wände sind in Holztafelbauweise auf dem massiven Sockel errichtet. Die Eingangstüre ist aus brüniertem Messing schlicht gestaltet.
Die Baukosten für die Kapelle betrugen knapp 100.000 Euro, von denen die Gemeinde 20.000 Euro übernahm.

## Ausstattung
Die Ausstattung ist spartanisch und es wurde auf die Dominanz eines Kreuzes verzichtet. Die Holzsparren des Daches sind als Gestaltungselement sichtbar. Der Innenraum wird vor allem durch die Raumhöhe und das helle Tannenholz beherrscht, wobei sich der östlich befindliche Altarraum durch eine weiße Kalkung des Holzes und einer Stufe vom restlichen Raum abgegrenzt. Es entsteht dadurch u. a. ein neuer Eindruck der Lourdes-Grotte. Es befinden sich acht Sitzbänke für je drei Personen im Betraum.
Eine Marienstatue (Madonna) stammt aus der früheren Kirche und befindet sich am linken Teil des Altarraums. Das Sichtfenster ist der zentrale Teil. Rechts befindet sich ein kleiner Ambo mit einem Kreuz.
Oberhalb der Türe befindet sich der Glockenraum, in dem sich die Glocke der früheren Kapelle befindet. Diese Glocke kann aus dem Betraum händisch bedient werden.

## Auszeichnung
- 2017: Österreichischer Bauherrenpreis 2017 der Zentralvereinigung der Architektinnen und Architekten Österreichs[11]
- 2017: Chicago Athenaeum – The International Architecture Award 2017.[12]
- 2017: Piranesi Award[13]
- 2018: Best Architects 18 Gold, Kategorie: Sonstige Bauten.[14]

## Galerie

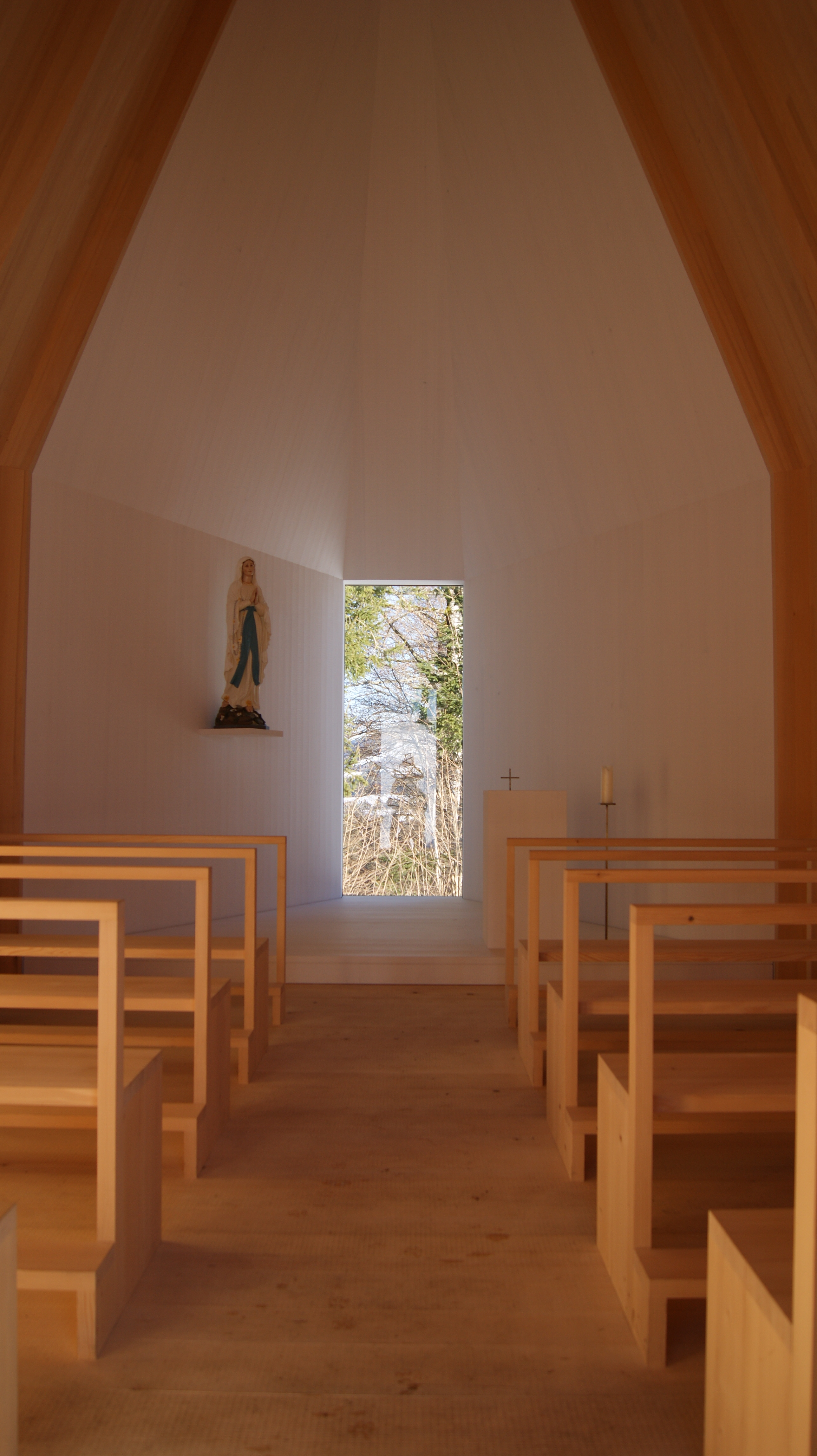
Innenraum
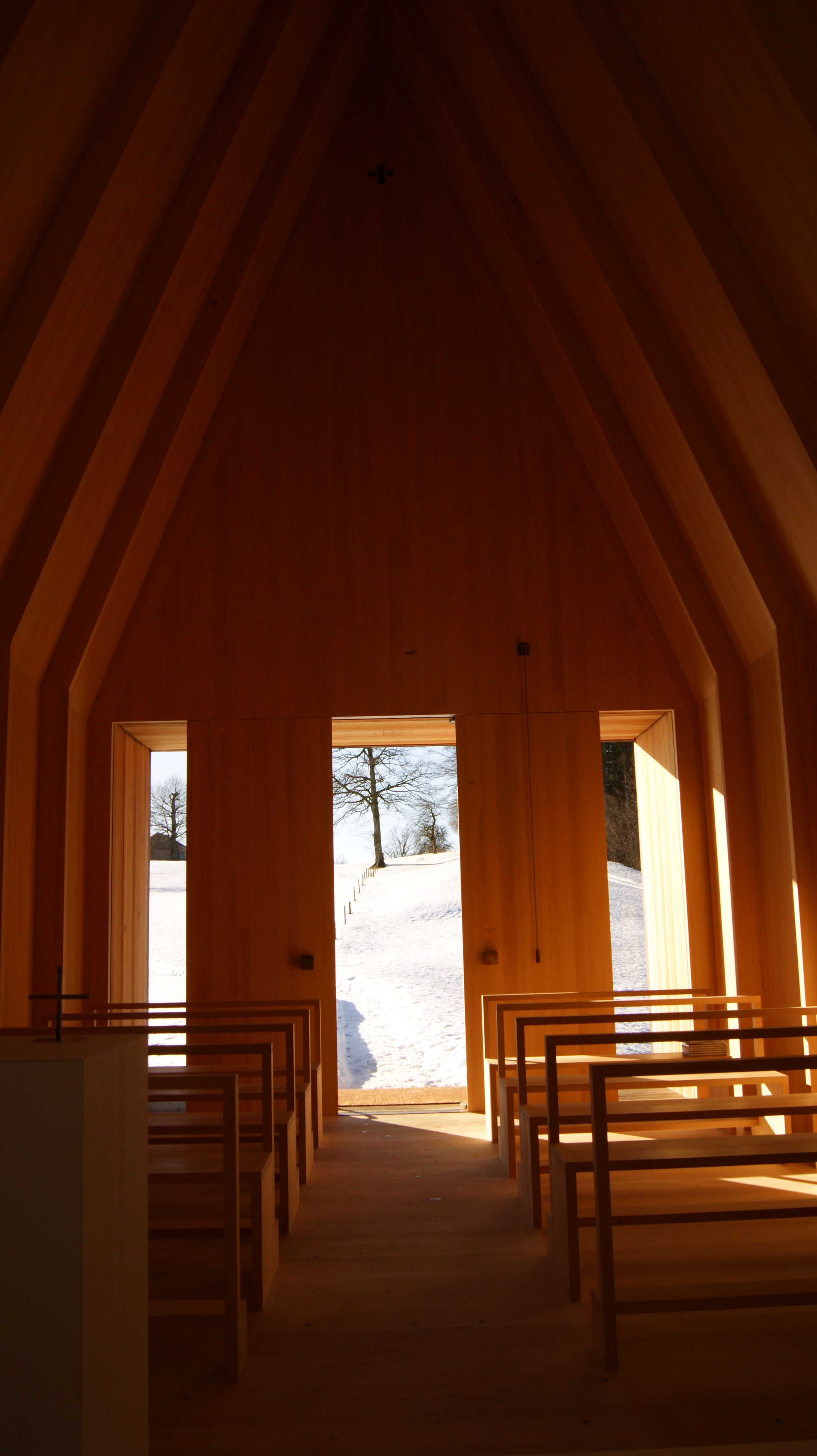
Blick durch Tür ins Freie
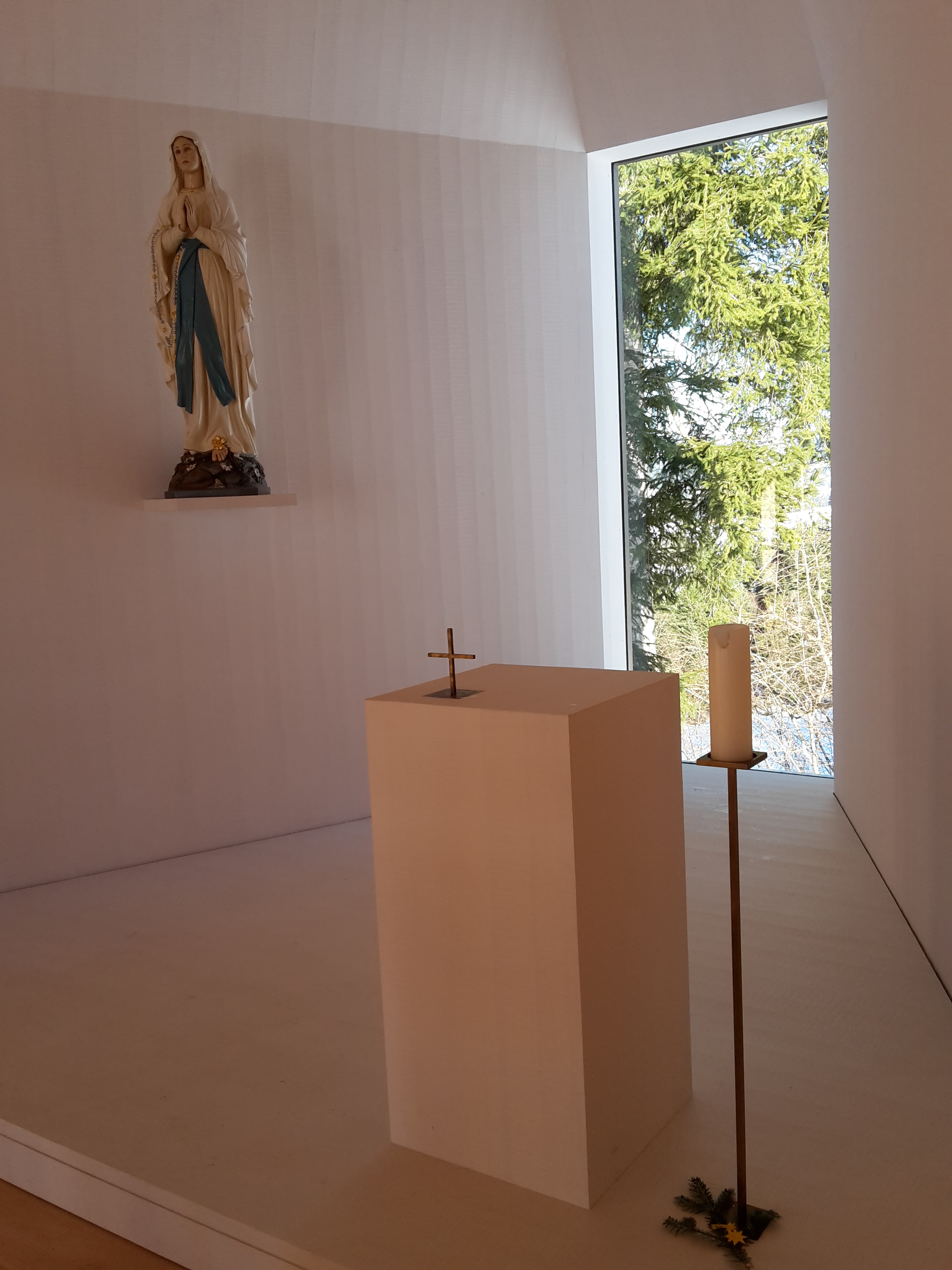
Apsis
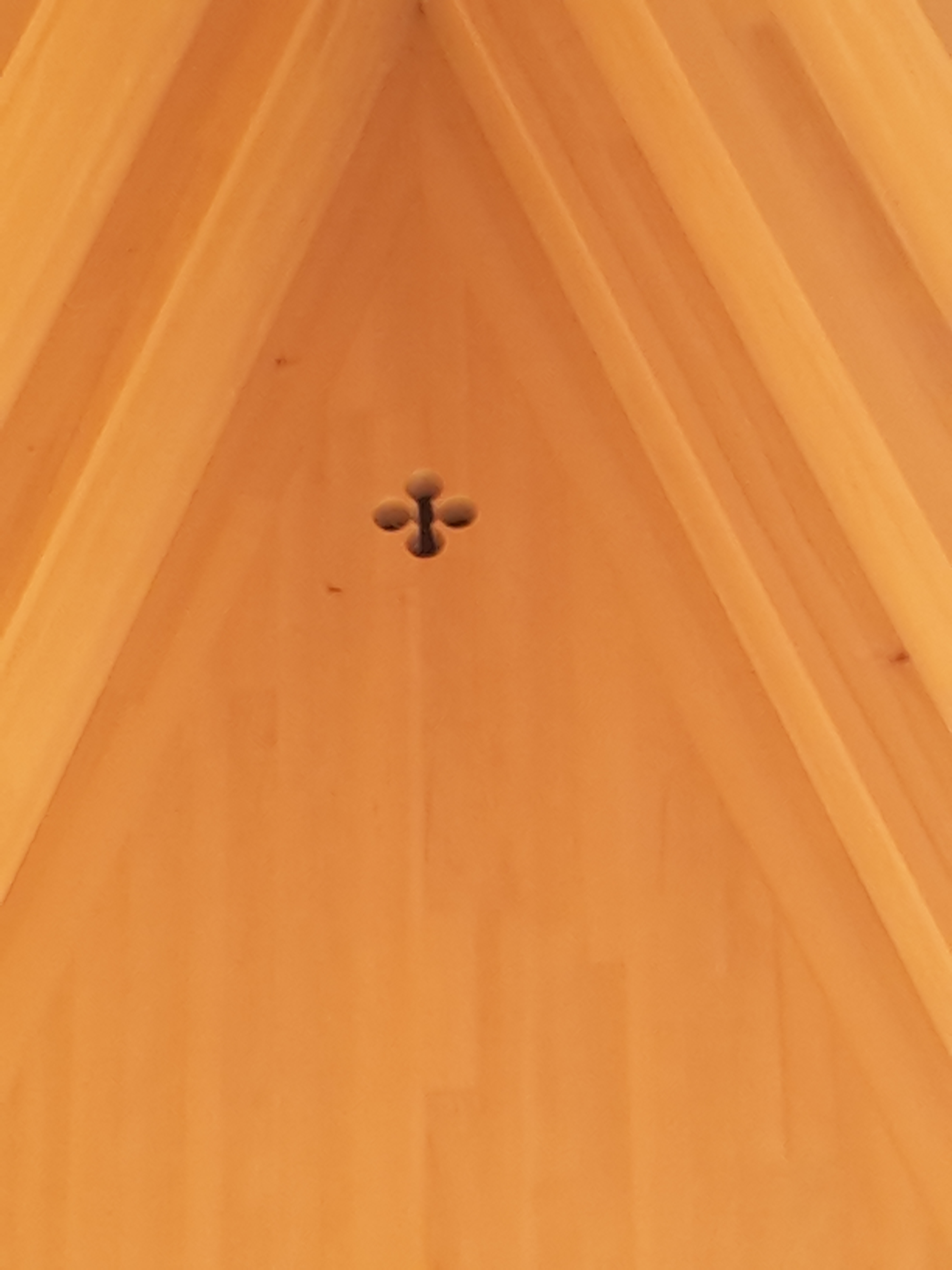
Decken-/Wanddetail
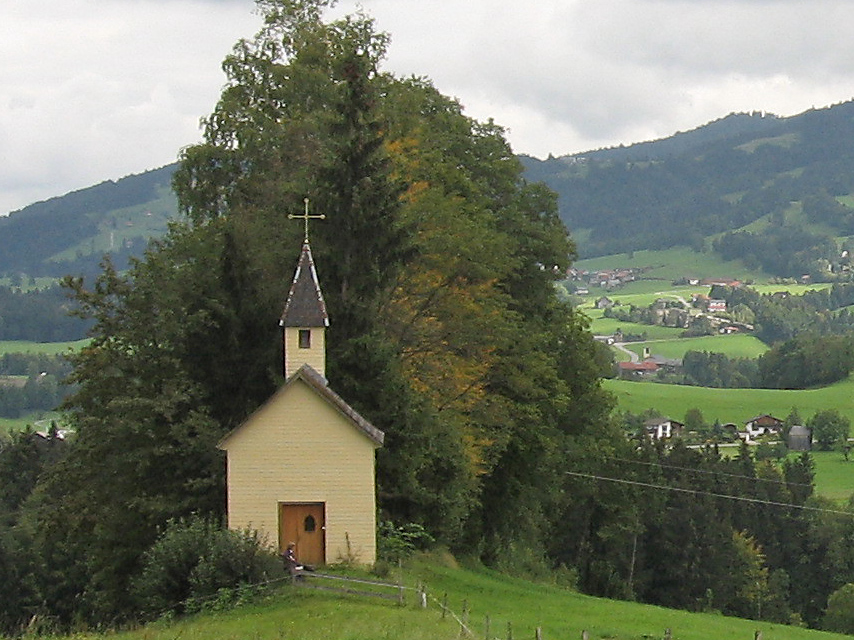
Alte Lourdeskapelle 2007